# Backfryle
Backfryle (Luzula divulgata) är en tågväxtart som beskrevs av Kirschner. Backfryle ingår i frylesläktet som ingår i familjen tågväxter. Enligt den finländska rödlistan är arten otillräckligt studerad i Finland. Enligt den svenska rödlistan är arten nära hotad i Sverige. Arten förekommer på Gotland, Öland, Götaland och Svealand. Artens livsmiljö är klippor och flyttblock. Inga underarter finns listade i Catalogue of Life.